# Sobrecarga sensorial

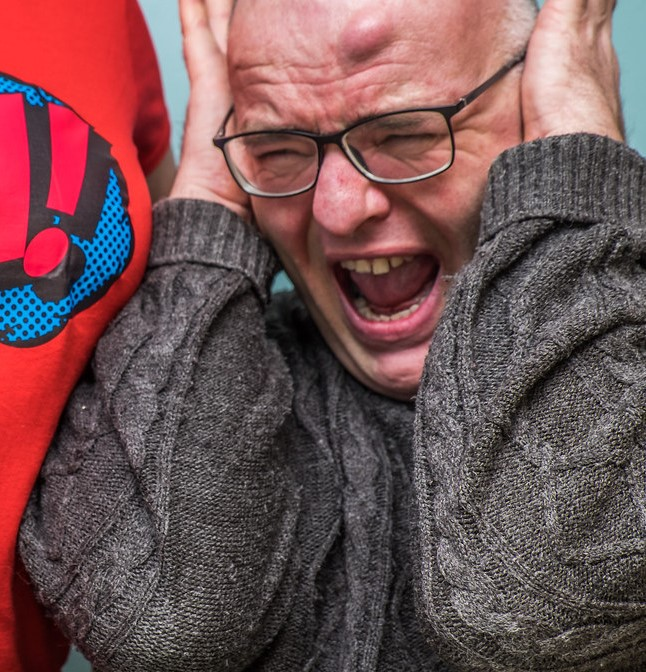
Esta foto epresenta a reação do ser humano diante de estímulos sensoriais avassaladores

A sobrecarga sensorial é uma sensação onde um ou mais dos sentidos do corpo são afetados por uma carga de estímulos presentes no ambiente maior do que esta pessoa consegue suportar, causando uma sobrecarga de estímulos.
Diversos elementos ambientais podem afetar um indivíduo, alguns exemplos destes elementos são o movimento intenso dos centros urbanos, a superlotação e presença de multidões, ruídos e ambientes barulhentos, os meios de comunicação, o uso da tecnologia e o crescimento explosivo da informação.

## Sintomas
Esta sensação pode ocorrer tanto com adultos, quanto com crianças e é mais comum entre pessoas com transtornos de espectro autista, transtorno do déficit de atenção e pessoas com transtornos de ansiedade.
- Irritabilidade
- Negar-se a participar de atividades ou interagir com outras pessoas
- Aversão a toque (tocar ou ser tocado)
- Reclamar de ruídos e barulhos que não incomodam aos demais presentes no ambiente
- Euforia
- Cobrir os olhos quando exposto a luzes fortes e/ou brilhantes
- Evitar contato visual
- Tapar os ouvidos para não ouvir sons ou vozes
- Mudança constante de atividades sem completar nenhuma tarefa
- Irritação causada pelo uso de sapatos, meias, roupas com etiquetas ou texturas diferentes.
- Sensibilidade excessiva ao tato, movimento, imagens ou sons
- Ter problemas nas interações sociais.
- Níveis de atividade extremamente altos ou extremamente baixos[2]
- Tensão muscular
- Hiperidrose (sudorese extrema)
- Inquietude
- Ataques de fúria
- Autoflagelo
- Insônia e fadiga
- Dificuldade para concentrar-se[5]

## Causas
A sobrecarga sensorial pode ser o resultado da superestimulação de qualquer um dos sentidos.
- Audição: ruídos fortes ou sons de múltiplas fontes, como por exemplo: várias pessoas falando ao mesmo tempo.
- Visão: espaços lotados, luzes brilhantes ou estroboscópicas, lugares com muito movimento, com multidões ou mesmo mudanças frequentes de cena na televisão.
- Olfato: aromas fortes ou comidas picantes.
- Tato: sensações táteis, como ser tocado por outra pessoa ou a sensação de um tecido na pele.[6]
- Vestibular: tontura.

## Histórico de casos
Não se realizaram muitos estudos sobre a sobrecarga sensorial, mas Lipowski (1975)  informou um exemplo de um estudo de sobrecarga sensorial como parte de sua revisão de investigação sobre o tema que pautou o trabalho realizado por pesquisadores japoneses na Universidade de Tohoku. Os pesquisadores de Tohoku expuseram os integrantes do estudo a intensos estímulos visuais e auditivos apresentados a todos enquanto permaneciam em condição de confinamento por cerca de três a cinco horas. Os individuos mostraram uma excitação elevada e sustenida, bem como mudanças de humor como agressão, ansiedade e tristeza. Estes resultados têm ajudado a abrir a porta a novas investigações sobre a sobrecarga sensorial.